# Engadina

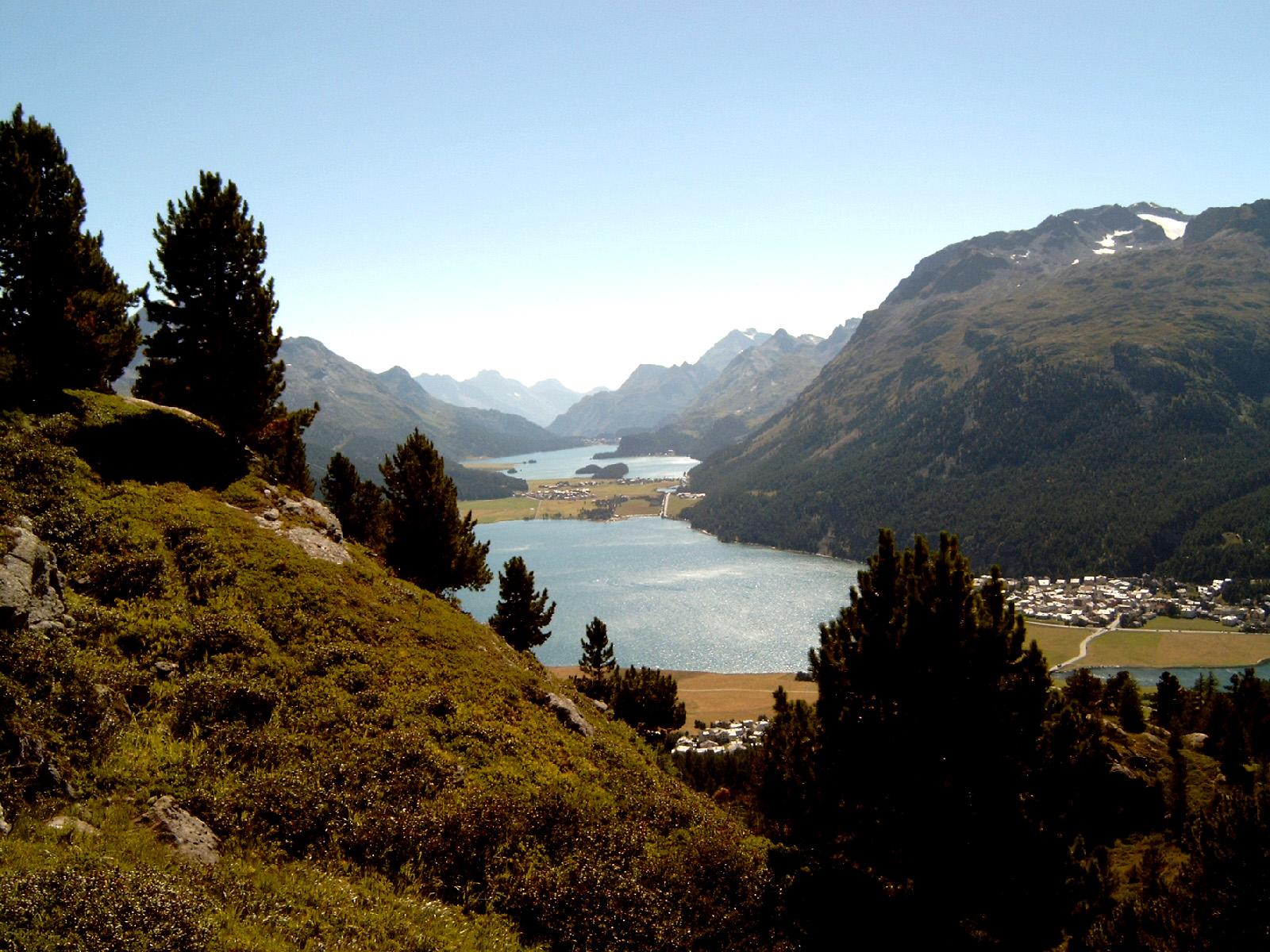
Lagos de Segl e de Silvaplana na Alta Engadina

A Engadina (em romanche:  Engiadina - em francês:  Engadine - em alemão:  Engadin) é um vale alpino situado no leste do cantão dos Grisões, na Suíça.